# Đuro Arnold (skladatelj)
 Đuro (Juraj) Arnold (mađ. György Arnold ), (njem. Georg Arnold), (Taksony kod Budima, 5. lipnja 1771. – Subotica, 25. listopada 1848.) je bio mađarski i bački hrvatski skladatelj, zborovođa, umjetnik i suradnik župnika.
Rodio se u seocetu Taksonyu, 23 km jugozapadno od Budima.
Njegov otac ga je prvi poučavao glazbi. Poslije je svoje glazbeno obrazovanje proširivao u Pečuhu i Velikom Varadinu.
1800. je dobio mjesto zborovođe župne crkve sv. Terezije Avilske u Subotici. Dvije godine poslije se oženio s Josefinom Malek iz Pečuha s kojom je imao četiri sina. 
Njegov rad u glazbenom području nije prošao nezapaženo. Brzo je postao uglednim građaninom u Subotici, tako da je već 1826. postao članom Izabrane općine grada Subotice. 
Umro je 25. listopada 1848. godine. Pokopan je u kripti današnje subotičke stolne bazilike. 
Njegov rad, nažalost, u kasnijim je stoljećima zaboravljen, tako da početkom 21. stoljeća nije ostao poznatim širim krugovima ljudi, pa čak i u Subotici u kojoj je Arnold djelovao, za koju je djelovao i u kojoj je ostavio najdublje tragove, a njegova se baština i danas vidi.

## Djela i zasluge
Pisao je svjetovnu glazbu, a nakon supruzine smrti se posvetio duhovnoj glazbi. 
Skladao je brojne skladbe za zborove, glasovir, solo pjesme, himne, motete, mise, ofertorije, melodramu, dramu, operu, romansu i kantatu.
1809. je priredio prvi koncert u Subotici. Izvođači su bili Đuro Arnold i njegov zbor i orkestar.
Muzička škola i filharmonija u Subotici duguju svoje osnivanje Đuri Arnoldu.
Pisao je na hrvatskom i njemačkom. Tako je u Osijeku 1819. izdao crkvenu pjesmaricu, "Pismenik iliti skupljenje pisama različitih za nadiljne, svetačne is ostale dneve priko godine podobnih, za vechu slavu boxju is kriposli duhovne naroda Iliričkoga učinjeno po Gjuro Arnoldu", gdje je zabilježio brojne bačke hrvatske pjesme. 1826. je napisao na njemačkom jeziku glazbeni leksikon u četiri sveska. Ovo djelo je ostalo u rukopisu. Njegova druga pjesmarica je bila bolje sreće. Uspio ju je objaviti 1840. Bila je namijenjena orguljašima i zborovođama u Mađarskoj i Erdelju.
Težina i veličina njegovog djela se najbolje vidi kad se njegov opus sagleda glazbenim mjerilima njegovog vremena i potrebe za koje su nastale.

## Radovi o Arnoldu
O Arnoldu su pisali Albe Vidaković, Kalman d'Isoz, Jagoda Martinčević Lipovčan, Nela Skenderović, Ante Sekulić, Veronika Vavrinec, Zdravko Blažeković, Josip Mioč, Miroslav Stantić i ini.

## Vanjske poveznice i izvori
- Zvonik br. 142[neaktivna poveznica] Književna večer posvećena skladatelju Đuri Arnoldu